# Luisito Pié
Luisito Pié (Bayaguana, 4 marzo 1994) è un taekwondoka dominicano.

## Palmarès

### Olimpiadi
- 1 medaglia:
  - 1 bronzo (Rio de Janeiro 2016 nei 58 kg)

### Giochi mondiali militari
- 1 medaglia:
  - 1 bronzo (Mungyeong 2015 nei 58 kg)

### Giochi panamericani
- 1 medaglia:
  - 1 argento (Toronto 2015 nei 58 kg)

### Giochi centramericani e caraibici
- 1 medaglia:
  - 1 oro (Veracruz 2014 nei pesi mosca)

### Giochi bolivariani
- 1 medaglia:
  - 1 argento (Trujillo 2013 nei 58 kg)